# 55 Вол Стрит
55 Вол Стрит, раније позната као зграда National City Банке, је осмоспратница на Вол стриту између улица Вилијам и Хановер у финансијском округу Доњег Менхетна у Њујорку. Најнижa три спрата су завршена 1841. или 1842. као четвороспратна трговачка берза и дизајнирана од стране Ајзеје Роџерса у стилу грчког препорода. Између 1907. и 1910. године, McKim, Mead & White уклонили су четврти спрат и додали пет спратова како би створили садашњу зграду од укупно осам спратова. Фасада и део унутрашњости су обележја Њујорка, а зграда је национална историјска знаменитост која је наведена у Националном регистру историјских места (НРХП). Зграда је такође имовина која доприноси историјском кварту Волстрита.
Гранитна фасада ове зграде садржи две наслагане колонаде окренуте према Волстриту, свака са дванаест стубова. Унутра је банкарска сала у облику крста са 60 ft (18 m) дугачким своденим плафоном, коринтским стубовима, мермерним подовима и зидовима, као и ентаблатуром око унутрашњости. Банкарска хала је била међу највећима у Сједињеним Државама када је завршена. Канцеларије претходнице Ситибанке, National City банке биле су у угловима банкарске сале, док је просто од четвртог до осмог спрата коришћен као пословни простор.
Зграда Трговачке размене подигнута је да замени старију структуру која је изгорела у великом пожару у Њујорку 1835. године . 55 Вол Стрит је касније био домаћин Њујоршке берзе и Царинарнице Сједињених Америчких Држава док није изграђена нова зграда Царинарнице на Болинг Грину. Након проширења, зграда је служила као седиште National City банке од 1908. до 1961. године, иако је Citibank наставила да поседује зграду до 1992. године. Горњи спратови су радили као хотел од 2000. до 2003. године, а затим су поново реновирани и претворени у кондоминијуме 2006. године. Првобитна банкарска соба постала је плесна дворана.

## Положај
55 Вол Стритзаузима цео блок омеђен Вол стритом на северу, улицом Хановер на истоку, Ексчејнџ Плејс на југу и Вилијам Стрит на западу. Иако зграда заузима цео градски блок, свака страна је различите дужине због неправилне уличне мреже у тој области. Димензије зграде су 191 ft (58 m) на Волстриту, 141 ft (43 m) у улици Хановер, 197 ft (60 m) на Ексчејнџ Екцханге Плејс, и 177 ft (54 m) у Вилијам стрит.
Зграда се налази у близини Вол стрита 48 и Вол стрита 60 на северу, 63 Вол стрит на истоку, 20 Ексчејџ Плејс на југу и 15 Брод Стрит на западу. Непосредно испред северозападног угла зграде налази се улаз у станицу Вол Стритна линији Бродвеј-Седма авенија у њујоршком метроу.

## Архитектура
55 Вол Стрит је зграда висока осам спратова у чијем склопу постоји и подрум; састоји се од првобитне троспратнице и петоспратнице која је додата накнадно. Оригиналну зграду је пројектовао бостонски архитекта Ајзеја Роџерс у стилу грчког препорода и изграђена је између 1836. и 1841. или 1842. Како је изграђена, зграда је била на врху куполе од цигле која се уздизала 124 ft (38 m) изнад нивоа земље. Купола је била 80 ft (24 m) широка и висока 90 ft (27 m) изнад главне централе. Носило га је „осам пилестара од финог шареног италијанског мермера“. Оригинална куполаста структура била је најистакнутији део хоризонта Доњег Менхетна почетком 19. века.
Чарлс Фолен Меким из компаније McKim, Mead & White, заједно са Вилијамом С. Ричардсоном, ангажован је да увећа зграду између 1907. и 1910. године. Фирма је раније пројектовала пословне зграде, укључујући бројне банке. Њихов посао је укључивао уклањање куполе и горњег спрата; додавање пет спратова и друге колонаде; и редизајн мењачког спрата у главни банкарски спрат.  Укупно су додата четири спрата. Први спрат је такође мало спуштен да би личио на подрум, а стварни подрум је преименован у подподрум.

### Фасада
Фасада је састављена од каменог гранита. Северна и источна фасада се састоје од тринаест вертикалних архитектонских увала, док страна Вилијам улице има десет увала, а страна Ексчејџ плејс има осам увала. Већина увала има по један прозор на сваком спрату. Постоји улаз за кориснике канцеларија на адреси Вол Стрит 53, на западној страни зграде. Централни улаз на Вол стриту 55 повезује се са бившом банкарском собом.
Целу фасаду обавија венац и разне антаблатуре. Две колонаде су окренуте према Вол стриту, али остале три фасаде у улици Вилијам, Ексчејнџ плејс и Хановер немају колонаде. Уместо тога, ове стране садрже пиластер између сваког залива на другом и трећем спрату, осим централног залива, који је велики лучни прозор. Када су McKim, Mead & White проширили зграду, пиластери су проширени од четвртог до седмог спрата ових фасада.

#### Колонаде
Фасада оригиналне структуре садржавала је дванаест масивних јонских стубова на Вол стриту, од којих је сваки био један блок гранита из Квинсија. Сваки од ових стубова је 3.067 ft (935 m) висок и мери 4 ft (1,2 m) у пречнику. Иза ове колонаде је увучен трем,  као и правоугаони прозорски отвори са месинганим оквиром на другом и трећем спрату. У средини другог спрата су окретна врата и двоја једнокрилна врата испод месингане дупле крме. Фасада је првобитно била на врху фриза, према литографијама објављеним током 19. века. У средини фриза налазио се натпис „Подигнут MDCCCXXXVIII“ (1838. римским бројевима), а уз њега су биле уклесане фигуре у класичним хаљинама. Изнад средишта фриза била је скулптура жене која држи штап и праћена мотивима рога изобиља, орла, глобуса са граном и парцеле.
Реновирањем из 1900-их постављена је друга колонада коринтских стубова изнад оригиналне фасаде. Коринтски стубови су направљени од гранита пореклом из Спрус Хеда, и Роцкпорта. Поред тога, део гранита из доњег дела зграде поново је употребљен у горњој колонади. Ове колонаде су дугачке 375 ft (114 m) у пречнику и њихови центри су размакнути 14 ft (4,3 m). Горња колонада има сличне димензије као доња колонада, иако су светлијих пропорција. Распоред лакших коринтских стубова изнад тежих јонских стубова био је у складу са принципом класичне архитектуре.

### Ентеријер
Првобитни конструктивни систем зграде је зидан, док је додатак изграђен око челичне конструкције. Кров има венац са зиданим парапетом који окружује све четири стране. Челични оквир је постављен на шипове који се спуштају 35 ft (11 m).
Унутрашњост има укупну површину од 241.000 sq ft (22.400 m2). Оригинални ентеријер је потпуно срушен и реновиран током реновирања компаније McKim, Mead & White. Банкарска сала је пројектована слично као и бивша чекаоница станице Пенсилванија, још један пројекат који је фирма осмислила у исто време. Простори укључују декорације од мермера, махагонија и месинга.

#### Банкарска сала
Банкарска сала, простор у облику крста, мери 57 метара од запада ка истоку, и око 37 метара од севера ка југу. Када је изграђен, био је међу највећим банкарским халама у Сједињеним Државама. Приступало му се кроз пар бронзаних врата на Вол стриту, од којих је свака била тешка 1.500 килограма. Плафон собе је близу 18 метара висине, са 25 метара високим куполама. Са сваке стране налазе се четири коринтска стуба, од којих сваки има 12 метара висине; они подржавају антаблатуру која кружи простором на две трећине висине собе. Соба такође има сиве подове и зидове, касетирани плафон и деликатне међуспратне ограде. За стубове и подове из Европе је увезен светлосиви камен, а за подове и зидове коришћен је сиви мермер. Плафон је осветљен бронзаним лустерима, а по целом простору постављени су и печати National City банке. Купола је украшена са 16 панела у ниском рељефу. Четири панела носе правце компаса, а преосталих дванаест имају астролошке знаке.
Највећи касетни трезор у банкарској сали налази се у њеном јужном делу. Када се National City банка уселила у тај простор 1908. године, на јужној страни банкарског пода био је велики сеф, величине 24 ft (7,3 m) висине и 22 ft (6,7 m) ширине. Сеф је имао заштитни систем који је избацивао врућу пару ако би неко покушао да провали. Сеф је премештен у подрум 1957. Око сефа је био мермерни параван и банковни столови. Други делови банкарске сале имали су столове за банкарске службенике.
На сваком углу банкарске сале налазе се три спрата канцеларија које је банка првобитно користила. Простори су дизајнирани са мало украса. Југоисточни угао првог спрата садржао је председнички апартман са шест соба, који је обухватао извршну и секретарску канцеларију, две конференцијске сале, салу и уређен тоалет. Књиговође и одељења за обвезнице National City банке и инострана одељења били су у сваком другом углу. Сале за конференције на трећем спрату биле су смештене у још једном раскошном апартману. Пнеуматске цеви и телеграфски системи су коришћени за пренос података између различитих одељења National City банке. Канцеларијски мезанини су повезани бронзаним и гвозденим балконима, који се простиру на две стране просторије уз прозоре. Балкон је такође изграђен изнад јужног дела банкарске сале 1925.

#### Остали спратови
Поред главне банкарске сале са троструком висином на првом спрату, првобитно је постојао пословни простор од четвртог до седмог спрата и просторије за особље на осмом спрату. Канцеларије од четвртог до седмог спрата имале су адресу 53 Вол Стрит. Лифтови за канцеларијске приче постављени су на северозападном углу зграде, у близини улица Вол и Вилијам. На петом спрату су биле три трпезарије за канцеларијске службенике: по једна за официре, мушкарце и жене. Такође на петом спрату су били вешерница, остава и просторије за послуживање, као и кухиња. На осмом спрату налазило се поткровље са објектима које користи особље банке. У једном углу осмог спрата, где је био апартман са шест соба и тоалет, живео је домар зграде. На осмом спрату су се налазиле и трпезарије за мушкарце и жене, као и кухиња, сала за сладолед и кухиња. Трпезарије су такође биле обезбеђене за официре и госте, а постојао је и додатни пар спаваћих соба које су делиле тоалет. Такође је обезбеђен простор за библиотеку National City банке и за бр. 8 друштвени клуб. Део терасе на осмом спрату могао би да се користи и као ресторан на отвореном за запослене.
У 2006, пет горњих спратова је претворено у стамбени кондоминијум, Cipriani Club Residences. Укупно има 106 етажних станова, подељених на 22 гарсоњере, 62 једнособна, 11 двособних и 11 трособних станова. Развој такође укључује Cipriani Club, скуп приватних стамбених садржаја који су доступни само становницима. Клуб укључује библиотеку, спа центар, пословни салон, салу за пројекције и фризерски салон. Поред тога, чланови клуба могли су да користе дворану и плесну дворану зграде, а клуб Kиприани је такође био домаћин дегустација вина и сира. Када су Cipriani Club Residences били завршени, становници су добили две године бесплатног чланства у клубу, након чега су морали да плаћају 5.000 долара годишње.
Остатак зграде коју је користила Царинарница Сједињених Држава биле су затворске ћелије које су се користиле за затварање кријумчара и шпијуна. У подруму се налазило 12 затворских ћелија, које су коришћене између 1863. и 1899. У зиду је била уграђена топовска кугла, буре барута и преко 100 рудиментарних бомби за које се веровало да су биле наоружање запослених у царинарници током нереда у Њујорку 1863. У подруму се такође налази сеф који је раније био на главном спрату банке. Бетонски под подрума је дебео 3 метра, за који је током изградње било потребно од радника да ударе у под док су постављали трезор 1957. У подруму се налазе и машине за грејање и хлађење.

## Историја

### Трговачка берза
На месту Вол стрита 55 је раније била кућа изграђена 1656. и стамбени блок изграђен 1789. Првобитна зграда Трговачке берзе подигнута је између априла 1825. и јуна 1827. и отворена је за рад 1. маја 1827. Дизајнирали су га у стилу грчког препорода Александер Џексон Дејвис, Итијел Таун и Самјуел Томпсон. Структура је била два спрата са подигнутим подрумом . Имао је прочеље од 114 ft (35 m) дуж Вол стрита и на дубини од 150 ft (46 m) до места размене. Главна фасада је била од белог Такахо мермера, а улазни пронаос је имао мермерно степениште и четири јонска стуба. Унутра су биле две велике трговачке собе са јонским стубовима. На врху зграде налазила се купола са колонадом која се уздизала 120 ft (37 m) . Дизајн куполе је инспирисан дизајном Старе градске куће у Манчестеру.
Прву структуру су првенствено користили трговци житом, иако је имала и пошту, Њујоршку привредну комору и Њујоршку берзу. Присуство берзе допринело је поновном развоју околног насеља. Године 1829. Трговачка берза је унајмила Роберта Бала Хјуза да изради мермерну статуу Александера Хамилтона, једног од очева оснивача Сједињених Држава. Статуа, димензија 15 ft (4,6 m) висине, постављена је у берзи до априла 1835. Зграда Трговачке берзе изгорела је у Великом пожару у Њујорку 17. децембра 1835. Ватра је захватила доњи Менхетн. Пролазници су у Трговачку берзу уносили вредне предмете из других зграда, у уверењу да ће берза преживети пожар, али се купола зграде срушила.
Одбор повереника Трговачке берзе предложио је фебруара 1836. да се на месту старије грађевине подигне већа зграда. Преостале парцеле на блоку су набављене за ову намену. Исте године почела је изградња нове зграде коју је дизајнирао Ајзеја Роџерс.  Према Роџерсовим личним дневницима, он је своју породицу преселио у кућу у блоку док је градња била у току. Временска капсула је такође постављена у темеље зграде, иако је потрага за капсулом 1990-их била неуспешна. Квинси-гранитни стубови су испоручени као појединачни блокови преко мора; волови су вукли стубове дуж Вол стрита од пристаништа до градилишта. Зграда је завршена или 1841. или 1842. Последњи стуб је постављен тек 16. децембра 1844. године, на девету годишњицу Великог пожара. Нову структуру је првобитно заузела Народна привредна банка до 1853. године, а пошта у згради радила је до 1845. Берза је такође била смештена на Вол стриту 55 до 1854.

### Царинарница
До 1861. Царинарница у Њујорку је желела да се пресели са Вол стрита 26 (садашња Федерална дворана) на Вол стрит 55. Савезна влада је потписала уговор о закупу са Трговачком берзом у фебруару 1862, са намером да се усели у зграду тог маја, када је Трговачка берза требало да се исели. Архитекта Вилијам Потер је затим реновирао зграду. Царинарница се преселила на Вол стрит 55 почев од августа 1862. Одељења агенције премештана су једно по једно; пресељење је завршено до децембра 1862. Службеници су били смештени у централној ротонди испод куполе, док су благајници и ревизори радили у канцеларијама на углу. Близина Вол стрита 55 и Подтрезора, који се уселио у стару царинарницу у Вол стриту 26, била је посебно корисна, пошто је царинарница морала да плаћа у злату. Савезна влада је одмах купила зграду 55 Вол стрит 1865. У згради су били смештени и други станари, укључујући компанију ABCorp, која је управљала фабриком за штампање валута у пентхаусу између 1862. и 1867.
У фебруару 1888. године, Вилијам Фрајер Млађи., надзорник поправки зграда савезне владе Њујорка, писао је надзорном архитекти Министарства финансија Сједињених Држава о „старом, влажном, лоше осветљеном, лоше проветреном“ кварту на Вол стриту 55. Часопис Architecture and Building (Архитектура и изградња) назвао је писмо „достојним пажљивог истраживања“. Ово је довело до акта Конгреса који је овластио избор локације за нову царинарницу и складиште проценитеља. Убрзо након тога, Фрајер је представио свој извештај Привредној комори државе Њујорк. Веће је 1889. године рекло да „Нисмо озбиљно разматрали уклањање садашње Царинарнице, пошто је добро лоцирана и, ако се утврди да је неадекватна, може се лако проширити како би испунила све жеље Владе за неодређено време. време које долази“. До краја века, близина царинарнице подризници више није била повољна, јер је било лакше користити чек или сертификат за плаћање прихода него платити златом.
Упркос противљењу новој структури, у оба дома Конгреса САД почетком 1891. усвојен је закон о куповини земљишта за нову царинарницу и продаји старе зграде. Није било напретка све до 1897, када је Кас Гилберт изабран да дизајнира нову царинарницу у 1 Боулинг Грин. Џејмс Стилман, председник National City банке (претходно City банка), накнадно је договорио да његова компанија купи 55 Вол Стрит за своје седиште. Банка, која је у то време била међу највећим у Сједињеним Државама, заузимала је трошни простор у улици Вол стрит 52, директно преко пута улице на северу. Влада САД је одржала про форма јавну аукцију, на којој је City банка дала званичну понуду за зграду, а банка је 4. јула 1899. пристала да купи зграду за 3.265 милиона долара. Аранжман је олакшано Стилмановим пријатељством са председником Вилијамом Макинлијем и америчким министром финансија Лајманом Гејџом.

### Нашонал Сити банка

#### Конверзија
Царинска служба САД остала је у згради осам година након продаје. Демократе у Представничком дому критиковале су трансакцију, рекавши да је одлука Конгреса да Царинској служби обезбеди издвајања за ренту представља "екстравагантно" коришћење новца. На гласању 1905. године, Дом је блокирао апропријацију која би плаћала најам Царинске службе Градској банци. Републиканци у Дому су на крају одобрили издвајање закупнине за зграду у јуну 1906. У међувремену, City Bank је платила све осим 40.000 долара купопродајне цене као део свог споразума са савезном владом. Банка још није преузела власништво над Вол стритом 55, иако су градски порески проценитељи проценили зграду на 5 милиона долара. Као резултат тога, влада Њујорка тужила је банку због неплаћања пореза у јануару 1906. Представници банке су рекли да због тога што није преузела право на зграду, банка не би требало да плаћа порез на имовину.
Стилман, желећи да измени 55 Вол Стрит, ангажовао је McKim, Mead & White 1904. Стенфорд Вајт је био првобитни шеф пројекта, иако је умро 1906. пре него што су радови почели. Вајт је предложио да се зграда редизајнира тако да личи на Пантеон у Риму, а Стилман је послао потпредседника City банке у Италију да проучава архитектуру Пантеона. У почетку су грађани били забринути да ће зграда бити срушена. Све до почетка 1907. није било јасно да ли ће City bank проширити зграду или је заменити структуром од 18 до 20 спратова, па је од фирме затражено да припреми два сета планова. Стилман и архитекта Чарлс Фолен Макким су такође разматрали развој торња од 23 спрата и очување постојеће зграде у основи торња, као и модификовање постојеће зграде уз задржавање ротонде из Роџерсовог дизајна.
Царинска служба преселила је своје канцеларије у Болинг Грин 4. новембра 1907. Четири дана касније, City Bank је коначно стекла право на зграду. Након пресељења Царинске службе, банка је одлучила да прошири зграду. Радови су мало каснили због панике 1907. Реновирање је укључивало замену четвртог спрата, доградњу још четири спрата и потпуно уништење и поновну изградњу ентеријера. Горњи спратови су грађени од 1908. до 1910. иако неки унутрашњи простори нису завршени све до 1914. National City Bank се преселила на Вол Стрит 55 19. децембра 1908. Курири су носили банчиних 500 милиона долара из старе канцеларије преко пута улице у кожним торбама у којима је било најмање по 10.000 долара. Неколико дана касније, зграда је отворена за јавност.

#### Употреба
По завршетку реновирања, адвокатска канцеларија National City банке Shearman & Sterling имала је канцеларије на горњим спратовима. Према часопису Forbes из 1917. године, филијала на Вол стриту 55 „послује више у својој централи него под било којим другим невладиним банкарским кровом на лицу земље“. На јужној страни главне банкарске просторије 1925. године изграђен је балкон. Национална градска банка и Farmers' Loan and Trust Company су се спојиле 1929. године, при чему је ова друга постала City Bank Farmers Trust Company. Две године касније, City Bank Farmers Trust је подигао 20 Exchange Place одмах на југу како би сместио операције проширене банке. First National Bank се такође преселила у Вол стрит 55 са своје бивше локације на Вол стриту 2, на углу са Бродвејем, након што је Одељење за зграде Њујорка оценило да је Вол стрит 2 небезбедна. Две зграде су заједно служиле као глобално седиште National City банке и биле су повезане сада срушеним пешачким мостом преко Exchange Place.
National City банка се спојила са First National банком 1955. године и постала First National City банка. Током истог периода, главна банкарска просторија на Вол стриту 55 је подвргнута вишегодишњој рестаурацији која је завршена 1958. Двоспратни сеф је измештен у подрум између септембра и новембра 1957. Убрзо након тога, у марту 1958. године, City Bank Farmers Trust је преузео изградњу небодера на Парк авенији 399, који је породица Астор раније израђивала. Нова структура је требало да садржи већину операција First National City банке. 1961. године, First National City Bank и City Bank Farmers Trust преселили су се у тек завршену зградз 399 Парк авенији. Четири године касније, Комисија за очување знаменитости града Њујорка (ЛПЦ) означила је екстеријер 55 Вол стрита као једну од најранијих званичних знаменитости града. 
Током 20. века, 55 Вол Стрит је наставила као малопродајна филијала са пуном услугом под називом Филијала #001. Такође је остала значајна локација за пословање приватног банкарства. Универзална благајна, која је омогућавала обављање више банкарских функција, постављена је у банкарску салу 1979. године, а за то време је обновљен део спољашњег парапетног зида. Реновирање је пројектовала The Walker Group, а главни извођач радова била је A. J. Construction Company. Програмер Џорџ Клајн купио је 363,000 sq ft (33,7238 m2) неискоришћеног места на локацији 55 Вол Стрит 1983. године као део изградње суседне 60 Вол Стрит; ЛПЦ је подржао овај потез.  Shearman & Sterling су се иселили из Вол стрита 55 1987. Исте године, програмери Џефри Гурал, Бери Госин и Филип Пилевски купили су 55 Вол Стрит за 49 милиона долара. Milgrim Thomajan & Lee, велика адвокатска канцеларија са седиштем у центру Менхетна, закупила је 120,000 sq ft (11,1484 m2), постајући један од главних станара зграде 1980-их и раних 1990-их.

### Каснија употреба

#### Предлози из 1990-их
Гурал, Госин и Пилевски потрошили су преко 20 милиона долара за реновирање зграде. Док је реновирање било у току, главни инжењер зграде освојио је џекпот од 3 милиона долара на лутрији и дао оставку. Група је продала 55 Вол Стрит 1990. групи приватних јапанских инвеститора за 69 милиона долара. Купац је касније идентификован као грађевинар Кајима из Токија. Сити банка је затворила своју филијалу 1992. године, а Migrim Thomajan & Lee су банкротирали. Касније је 55 Волстрит коришћен углавном за снимање филмова, пошто је ротонда била празна, а велики део канцеларијског простора на горњим спратовима такође је био празан. Зграда је била приказана у рекламама, попут оних за Кадилак и компанију заједничких фондова PNC Inc., као и у филмовима као што су Бетмен заувек и Умри мушки са осветом. Различити статуси обележја ове зграде спречавали су потенцијалне станаре да лако реновирају екстеријер, а ротонда је била привлачна само великим трговцима на мало, док су закупци канцеларија били гурнути на споредни улаз. И поред тога, неколико фирми је показало интересовање за закуп пословног простора, упркос недостатку потенцијалних закупаца за ротонду.
Инвеститор за некретнине Доналд Трамп понудио је 1996. године да купи 55 Вол стрит за 20 милиона долара, за шта је рекао да је јефтина цена. У то време, многи станари су напустили зграду након што им је истекао закуп, а вишак слободног простора у Доњем Менхетну смањио је вредност имовине у тој области. Трамп је на крају одлучио да не купи објекат, а једна од филијала Credit Suisse First Boston је уместо тога купила зграду за 21,15 милиона долара. Credit Suisse је желео да објекат претвори у стамбену структуру или хотел.

#### Конверзија у место догађаја, хотел и резиденције
Септембра 1997. зграда је поново продата групи на челу са компанијом за ресторане и плесне дворане Cipriani S.A., бизнисменом Сиднијем Кимелом и оператером хотела Џером Ричардом Батером за 27 милиона долара. До тог тренутка је постојала велика потражња за луксузним хотелима у Доњем Менхетну. Од следеће године зграда је комплетно реновирана у луксузни хотел. Банкарска соба је постала плесна дворана и луксузни ресторански простор под називом Cipriani Wall Street. Усред реновирања, Cipriani је замењен са Regent Hotels & Resorts као потенцијалним оператером хотела. Кимел је такође откупио Кипријанијев удео у уговору о управљању за 55 Вол Стрит. Хотел Регент отворен је 2000. године са 144 собе за госте, рестораном и фитнес центром. Након што су напади 11. септембра уништили оближњи Светски трговински центар 2001. године, 55 Вол Стрит служио је као центар за помоћ радницима и становницима подручја и користили су га учесници Трајбека филмског фестивала. Укупан посао хотела је опао, што је довело до његовог затварања 2003.
Kипријани и девелопер Стив Виткоф су спојили снаге 2004. године, претварајући угашене хотелске собе у стамбени кондоминијум који се назвао Cipriani Club Residences. Луиз Саншајн је ангажована да продаје станове преко своје компаније Sunshine Group, а станари су почели да купују станове у новембру 2005. Једни од првих купаца станова, глумац Мики Рурк и супермодел Наоми Кембел, појавили су се у рекламама за Cipriani Club Residences у замену за попусте на кондоминијуме зграде. Sunshine Group је продала 37 од 106 кондоминијума до фебруара 2006, када је Виткоф ангажовао новог агента за издавање, Дагласа Елимана. Купци преосталих кондоминијума били су финансијери; две пријатељице Саре, војвоткиње од Јорка; и фудбалер Клаудио Рејна. Већина студија и једнособних станова је продата до средине 2006. године, док су двособни и трособни станови још увек били у изградњи.
Главни банкарски спрат је остао у употреби као место догађаја Кипријани Вол Стрит, који је био домаћин доделе награда Пибоди од 2015. до 2019. У мају 2020, усред губитка прихода током пандемије КОВИД-19 у Њујорку, Кипријани је изгубио хипотекарни кредит који је био стављен на просторима за догађаје у 110 Ист 42 стрит и 55 Вол Стрит. Специјални сервисер је преузео хипотеку 2021. године, али су два места догађаја била у опасности од заплене до краја те године. До јуна 2022, King Street Capital Management је разматрао да Кипријани да 150 милиона долара за рефинансирање дуга на 110 Ист 42 стрит и 55 Вол Стрит. ог септембра, В.П Кери је Кипријанију дао комерцијални зајам хартија од вредности са хипотеком у вредности од 52,1 милиона долара и мезанин зајам од 28 милиона долара за ове две некретнине.

## Ознаке рецепције и обележја
Према Џејмсу Стилману, експанзија Волстрита 55 из 1900-их требало је да буде „спољни и видљиви знак моћи и комбинације“. Један писац је окарактерисао дизајн као „храм финансија“ који је био „једна од најбогатијих банкарских кућа у Сједињеним Државама“,  а Њујорк тајмс га је назвао „храмом капитализма“.   Архитектонска критика је била помешана. Неки критичари су похвалили Стилмана што је задржао стару структуру уместо да је замени модерним небодером. Стилманов непосредни наследник Френк А. Вандерлип преферирао је такав торањ јер је предвидео да ће Натионал Цити Банк брзо прерасти тај простор. Аутор Питер Џејмс Хадсон пише да су други критичари „сматрали реновирање као естетску аберацију“, посебно у погледу супротстављања колонада.  Унутрашњост је била хваљена критиком: четврто издање АИА водича за Њујорк је назвало унутрашњост „објекат без премца у Америци“,  а преуређена банкарска сала је описана као једна од „најелегантнијих балских дворана“ на свету.  Историчар Леланд М. Рот написао је да је банкарска сала била „један од великих простора у граду“ због своје „пуне величине“. 
Комисија за очување знаменитости града Њујорка означила је спољашњост зграде као обележје 21. децембра 1965.    Касније је Волстрит 55 уврштен у Национални регистар историјских места 1972. и такође је проглашен националним историјским обележјем 1978. ЛПЦ је 12. јануара 1999. означио унутрашњост банкарског спрата као градску знаменитост  Поред тога, 2007. године, зграда је означена као имовина која доприноси историјском округу Волстрита,  округу НРХП. 